# Newton-on-the-Moor and Swarland
Newton-on-the-Moor and Swarland – civil parish w Anglii, w hrabstwie Northumberland. W 2011 civil parish liczyła 905 mieszkańców. W obszar civil parish wchodzą także Hartlaw, Hazon, Newton-on-the-Moor i Swarland.